# Lega professionistica degli Emirati Arabi Uniti 2017-2018
La UAE Pro-League 2017-2018 è stata la 43ª edizione della massima competizione nazionale per club degli Emirati Arabi Uniti.

## Squadre partecipanti
| Club              | Città          | Stadio                     | Capacità |
| ----------------- | -------------- | -------------------------- | -------- |
| Ajman             | Ajman          | Ajman Stadium              | 5,537    |
| Al-Ain            | Al-Ain         | Hazza Bin Zayed Stadium    | 22,717   |
| Al Dhafra         | Madinat Zayed  | Al Dhafra Stadium          | 5,020    |
| Al-Jazira         | Abu Dhabi      | Mohammad Bin Zayed Stadium | 42,056   |
| Al-Nasr           | Dubai          | Al Maktoum Stadium         | 12,000   |
| Al-Wahda          | Abu Dhabi      | Al Nahyan Stadium          | 12,000   |
| Al-Wasl           | Dubai          | Zabeel Stadium             | 8,439    |
| Dibba Al-Fujairah | Dibba Al-Hisn  | Fujairah Club Stadium      | 10,645   |
| Emirates          | Ras Al-Khaimah | Emirates Club Stadium      | 5,200    |
| Hatta Club        | Hatta          | Hamdan Bin Rashid Stadium  | 5,000    |
| Shabab Al-Ahli    | Dubai          | Al-Rashid Stadium          | 8,844    |
| Sharjah           | Sharjah        | Sharjah Stadium            | 11,073   |

### Giocatori Stranieri
Ogni squadra può avere massimo quattro giocatori stranieri nella rosa, incluso uno slot per un giocatore proveniente da nazioni della AFC.
I giocatori in grassetto indicano i giocatori registrati nella finestra di mercato di metà stagione.
| Club              | Giocatore 1         | Giocatore 2        | Giocatore 3       | Giocatore AFC        | Ex giocatori                       |
| ----------------- | ------------------- | ------------------ | ----------------- | -------------------- | ---------------------------------- |
| Al-Ain            | Caio                | Hussein El Shahat  | Marcus Berg       | Tsukasa Shiotani     | Douglas                            |
| Shabab Al-Ahli    | Ante Erceg          | Henrique Luvannor  | Makhete Diop      | Moon Chang-jin       | Tomás De Vincenti Moussa Sow       |
| Al Dhafra         | Aílton              | Fernando Viana     | Issam El Adoua    | Igor Sergeev         | Mohannad Abdul-Raheem Adil Hermach |
| Al-Jazira         | Romarinho           | Mbark Boussoufa    | Harib Al-Saadi    | Mohammed Al-Musalami | Lassana Diarra Sardor Rashidov     |
| Al-Nasr           | Marcelo Cirino      | Wanderley          | Abdelaziz Barrada | Joan Oumari          | Mauro Zárate                       |
| Al-Wahda          | Sebastián Tagliabúe | Balázs Dzsudzsák   | Mourad Batna      | Rim Chang-woo        |                                    |
| Al-Wasl           | Caio                | Fábio Lima         | Ronaldo Mendes    | Anthony Cáceres      |                                    |
| Ajman             | Adeílson            | Bakaré Koné        | Modibo Maïga      | Azizbek Haydarov     |                                    |
| Dibba Al-Fujairah | Diogo Acosta        | Rodolfo            | Driss Fettouhi    | Yaseen Al-Bakhit     | Ciel Alassane Diallo               |
| Emirates          | Sebastián Sáez      | Abdelghani Mouaoui | Youssef Kalfa     | Park Jong-woo        | Sebastián Leto                     |
| Hatta Club        | Fernando Gabriel    | Samuel             | Adrian Ropotan    | Omar Midani          |                                    |
| Sharjah           | Lulinha             | Vander Vieira      | Welliton          | Otabek Shukurov      | Ryan McGowan César Pinares         |

## Classifica finale
|                                | Pos. | Squadra           | Pt | G  | V  | N  | P  | GF | GS | DR  |
| ------------------------------ | ---- | ----------------- | -- | -- | -- | -- | -- | -- | -- | --- |
| Emirati Arabi Uniti (bandiera) | 1.   | Al-Ain            | 53 | 22 | 16 | 5  | 1  | 65 | 23 | +42 |
|                                | 2.   | Al-Wahda          | 46 | 22 | 14 | 4  | 4  | 50 | 29 | +21 |
|                                | 3.   | Al-Wasl           | 41 | 22 | 12 | 5  | 5  | 42 | 27 | +15 |
|                                | 4.   | Al-Nasr           | 37 | 22 | 11 | 4  | 7  | 30 | 24 | +6  |
|                                | 5.   | Shabab Al-Ahli    | 31 | 22 | 7  | 10 | 5  | 25 | 18 | +7  |
|                                | 6.   | Sharjah           | 29 | 22 | 8  | 5  | 9  | 26 | 30 | -4  |
|                                | 7.   | Al-Jazira         | 28 | 22 | 7  | 7  | 8  | 34 | 36 | -2  |
|                                | 8.   | Ajman             | 25 | 22 | 7  | 5  | 10 | 25 | 36 | -11 |
|                                | 9.   | Dibba Al-Fujairah | 21 | 22 | 5  | 6  | 11 | 21 | 36 | -15 |
|                                | 10.  | Al Dhafra         | 18 | 22 | 4  | 6  | 12 | 24 | 42 | -18 |
|                                | 11.  | Emirates          | 17 | 22 | 4  | 5  | 13 | 22 | 41 | -19 |
|                                | 12.  | Hatta Club        | 16 | 22 | 4  | 4  | 14 | 30 | 52 | -22 |

Legenda:

      Campione degli Emirati Arabi Uniti e ammessa alla AFC Champions League 2019

      Ammesse alla AFC Champions League 2019

      Retrocessa in UAE Second Division 2018-2019

Note:
Tre punti a vittoria, uno a pareggio, zero a sconfitta.

## Statistiche

### Marcatori
Aggiornata al 30 aprile 2018
| Gol |  |  | Giocatore           | Squadra        |
| --- |  |  | ------------------- | -------------- |
| 25  |  |  | Marcus Berg         | Al-Ain         |
| 23  |  |  | Sebastián Tagliabúe | Al-Wahda       |
| 19  |  |  | Fábio Lima          | Al-Wasl        |
| 14  |  |  | Caio                | Al-Wasl        |
| 13  |  |  | Ali Mabkhout        | Al-Jazira      |
| 11  |  |  | Samuel              | Hatta Club     |
| 11  |  |  | Sebastián Sáez      | Emirates       |
| 10  |  |  | Marcelo Cirino      | Al-Nasr        |
| 9   |  |  | Makhete Diop        | Shabab Al-Ahli |
| 9   |  |  | Fernando Gabriel    | Hatta Club     |

### Premi individuali della Arabian Gulf League
Di seguito i vincitori.
| Premio                           | Giocatore           | Squadra  |
| -------------------------------- | ------------------- | -------- |
| Miglior giocatore                | Omar Abdulrahman    | Al-Ain   |
| Miglior giocatore straniero      | Sebastián Tagliabúe | Al-Wahda |
| Miglior giovane                  | Mohamed Al Shamsi   | Al-Wahda |
| Miglior portiere                 | Khalid Eisa         | Al-Ain   |
| Miglior Allenatore               | Zoran Mamić         | Al-Ain   |
| Giocatore dell'anno per i tifosi | Hussein El Shahat   | Al-Ain   |
| Miglior Club dell'anno           |                     | Al-Ain   |